# Ибрагим, Муса
Муса Ибрагим (арабский : موسى إبراهيم; также встречается Мусса Ибрагим; 7 декабря 1974, Сирт, Ливия) — ливийский политический деятель, министр информации и официальный представитель правительства Муаммара Каддафи во время гражданской войны в Ливии и после неё.

## Биография
Родился в 1974 году в Сирте в семье из племени Каддафа. У него есть жена и маленький сын. Он изучал политологию в Эксетерском университете в начале 2000-х годов. Защищал докторскую степень в области медиа-искусства в Лондонском университете, сдав свой последний экзамен в мае 2010 года, хотя он формально не получил докторскую степень. Один из преподавателей Ибрагима из Университета Эксетер, д-р Ларби Садики, описал его как привлекательного, дружелюбного, но серьезного студента.
В интервью Sky News он сказал: «Я жил в Лондоне в течение 15 лет, я знаю каждую улицу в Лондоне, я знаю, как живёт британский народ».
19 августа 2011 года его брат был убит вертолётом Апач во время авиаудара в Эз-Завии.
Во время битвы за Триполи, он призвал к прекращению огня и обвинил НАТО и Запад в сложившейся ситуации, и сказал, что конфликтующие стороны должны сесть за стол переговоров, хотя он также сказал, что тысячи профессиональных солдат были готовы защищать Триполи против повстанческих сил.
29 сентября 2011 было сообщено, что Ибрагим арестован недалеко от Сирта бойцами национального переходного совета. Однако подтверждения из независимых источников не последовало. В тот же день пресс-секретарь Мисуратского военного совета, Адель Ибрагим, сообщил AFP: «Мы не можем подтвердить, что он был арестован». А через два дня командир повстанцев признался, что они не захватывали его. 20 октября 2011 года агентство Рейтерс сообщило, что Ибрагим был захвачен возле Сирта, со ссылкой на командующий силами ливийского переходного совета. Однако это опять не соответствовало действительности. 22 октября 2011 года о его аресте было сообщено в третий раз, он якобы был арестован вместе Саифом аль-Исламом Каддафи около Бани-Валида. Это, однако, также не соответствовало действительности, Сейф был захвачен 19 ноября в районе города Убари. 20 января 2012 года сообщалось, что Ибрагим был захвачен в Ашбия, Ливия. Но на следующий день эти сообщения были опровергнуты чиновниками в Триполи.
20 октября 2012 года новые ливийские власти вновь сообщили о захвате Ибрагима, на этот раз в городе Тархуна, однако чуть позже появились опровержение этого со стороны самого Мусы Ибрагима. А 24 октября, по сообщениям ливийского проправительственного источника Libya Herald, и пресс-секретарь правительства Насер аль-Манаа извинился за ложные сообщения о пленении Мусы Ибрагима.